# Miktionssynkope
Als Miktionssynkope (auch Pressorische Synkope oder Postpressorische Synkope) wird eine während des Wasserlassens (Miktion; lat. mingere „harnen“) akut auftretende, reversible Bewusstlosigkeit (Synkope; aus dem Altgriechischen: „Zusammenstoßen, Ausstoßen“) bezeichnet, die einige Sekunden bis maximal eine Minute dauern kann.

## Ätiologie (Ursachen)

### Miktion im Stehen
Miktionssynkopen treten vorwiegend bei jüngeren Männern während oder unmittelbar nach der Miktion im Stehen auf. Oft sind die Betroffenen schlaftrunken mit überfüllter Blase, meist nach Alkoholkonsum und unmittelbar nach dem Aufstehen, typischerweise nachts (Vasodilatation durch Bettwärme). Sie stürzen abrupt oder nach kurzem, unsystematischem Schwindel, wobei erhebliche Verletzungen auftreten können. Durch die Abnahme des sympathischen Vasokonstriktorentonus kommt es zum Blutdruckabfall und zum Kollaps. Der Valsalva-Mechanismus bei Beginn der Miktion und der Wegfall der Stützung des Blutdrucks durch die volle Blase tragen ebenfalls dazu bei.

#### Überbordfallen von Seglern/Skippern durch Miktionssynkope
Während Miktionssynkopen an Land zu mehr oder weniger schlimmen Sturzverletzungen führen können, sind sie bei Seglern als gelegentliche Todesursache bekannt. Hier sind im Wesentlichen zwei Gründe anzuführen:
- Bei schwerer See und kaltem Wetter sind Segler mit entsprechender Schutzkleidung ausgestattet. Dem Drang zu urinieren wird daher so lange wie möglich widerstanden. Wird dann die Blase schlagartig entleert, kann es zur Miktionssynkope kommen. Geschieht dies am Bootsrand, ist ein Überbordfallen sehr wahrscheinlich. Erschwerend kommt hinzu, dass sich der Urinierende nur mit einer Hand festhalten kann und er sich meist auf der Leeseite des schwankenden Schiffes befindet. Wird der Segler gefunden, so weist im Allgemeinen eine offene Hose und eventuell das freigelegte Glied auf die Ursache hin.
- Alkoholkonsum auf Urlaubssegeltörns kann optimale Bedingungen für eine Miktionssynkope bieten und zu den bereits erwähnten Folgen führen. Erliegt ein Crewmitglied einer Miktionssynkope, während es über Bord uriniert, können unter guten Umständen die anderen Crewmitglieder helfen. Ist der kurzzeitig bewusstlos Gewordene ins Wasser gefallen, kann Wasser in seine Lungen gelangen. Insbesondere bei Salzwasser kann dies zu Reizungen der Atemwege führen.

### Weitere Ursachen
- Die Miktionssynkope wird bei erschwertem Wasserlassen, z. B. im Rahmen einer Prostatahyperplasie, durch eine reflektorische Erhöhung des Vagotonus (viszeraler Reflex) induziert. Sie ist dem Krankheitsbild der vasovagalen Synkope zuzuordnen.
- vagotone periphere Gefäßweitstellung
- verminderter venöser Rückstrom im Stehen
- parasympathische Aktivität bei Miktion
- vorübergehende cerebrale Ischämie

## Epidemiologie (Verbreitung)
Miktionssynkopen sind relativ selten und machen etwa 5 % der Synkopen aus. Seltener sind auch polymorbide ältere Personen beider Geschlechter betroffen.

## Komplikationen
Die Hauptkomplikation bei der Miktionssynkope sind sturzassoziierte Verletzungen oder Folgen.

## Symptome
Die Miktionssynkope kann eine oder mehrere der folgenden Symptome zeigen:
- Prodromi (Vorzeichen): unsystematischer Schwindel, Schwitzen, „Schwarzwerden vor Augen“, Ohrgeräusch
- Bewusstlosigkeit von wenigen Sekunden Dauer bis maximal 1 Minute
- rasche Reorientierung
- blasse Hautfarbe
- Amnesie für Phase der Bewusstlosigkeit
- Bradykardie und weicher Puls
- einzelne klonische Zuckungen möglich

## Therapie
Die therapeutischen Möglichkeiten bei der Miktionssynkope umfassen das Folgende:
- auslösende Situation vermeiden
- Kreislauftraining
- Kompressionsstrümpfe zur Verringerung des venösen Poolings
- vermehrte NaCl-Zufuhr
- evtl. Propranolol 3 - 4 × 10 mg/d p.o.
- evtl. Fludrocortison